# LIVE ACT TULIP 2001年心の旅
『LIVE ACT TULIP 2001年心の旅』（ライヴ アクト チューリップ 2001年こころのたび）は、チューリップ10枚目のライブ・アルバム。2000年11月1日に発売された。

## 解説
世紀を跨いで行われたツアーの序盤3公演からベストテイクを選び、一部の楽曲を除き収録したアルバム。
ツアー中に発売され、ライブ参加前に聴くとネタバレになってしまうため、その発売は賛否を呼んだ。
『あなたの夢』は本ツアーのみ演奏された楽曲で、本作以外には収録されていない。
宮城伸一郎は本ツアーにバンドメンバーだけでなく裏方としても参加したため、40周年ツアーにプログラムで「思い出に残っているコンサート」を質問された際、このツアーを挙げた。

## 収録曲
1. 心の旅
  - 作詞／作曲：財津和夫　ボーカル：姫野達也
2. あのバスを停めて!
  - 作詞：安部俊幸／作曲：姫野達也　ボーカル：財津和夫
3. 置いてきた日々
  - 作詞／作曲：財津和夫　ボーカル：財津和夫
4. 淋しくて淋しくて
  - 作詞／作曲：財津和夫　ボーカル：財津和夫
5. 神様に感謝をしなければ
  - 作詞：安部俊幸／作曲：姫野達也　ボーカル：姫野達也
6. 明日の風
  - 作詞：安部俊幸／作曲：姫野達也　ボーカル：姫野達也
7. 君のために生れかわろう
  - 作詞／作曲：財津和夫　ボーカル：財津和夫
8. 約束
  - 作詞／作曲：財津和夫　ボーカル：財津和夫
9. セプテンバー
  - 作詞／作曲：財津和夫　ボーカル：財津和夫
10. 博多っ子純情
  - 作詞：安部俊幸／作曲：姫野達也　ボーカル：姫野達也
11. 仔牛のロー・カウジー
  - 作詞／作曲：財津和夫　ボーカル：チューリップ
  - メンバー全員が交代でボーカルをとった。
12. あなたの夢
  - 作詞／作曲：財津和夫　ボーカル：財津和夫
13. 走れ！ムーン号
  - 作詞／作曲：上田雅利　ボーカル：上田雅利
14. ぼくがつくった愛のうた（いとしのEmily）
  - 作詞／作曲：財津和夫　ボーカル：姫野達也
15. ブルー・スカイ
  - 作詞／作曲：財津和夫　ボーカル：財津和夫
16. 青春の影
  - 作詞／作曲：財津和夫　ボーカル：財津和夫
17. Someday Somewhere
  - 作詞／作曲：財津和夫　ボーカル：財津和夫
18. 夢中さ君に
  - 作詞／作曲：財津和夫　ボーカル：財津和夫
19. 魔法の黄色い靴
  - 作詞／作曲：財津和夫　ボーカル：財津和夫

## クレジット
TULIP
KAZUO ZAITSU  Vocal, Guitar, keyboard
TOSHIYUKI ABE  Guitar, Vocal
TATSUYA HIMENO  Vocal, Guitar, keyboard
MASATOSHI UEDA  Drums, Vocal
SHINICHIRO MIYAGI  Bass, Vocal
All Songs Performed & Arranged By TULIP
Produced By KOHJI MIKAMI(VICTOR)
Recording Engineer NOBUYUKI YAMADA,YUYA ISHIHARA,MINORU TANAKA
Recorded At 府中の森芸術劇場・どりーむホール(2000.9.9)
東京国際フォーラム・ホールA(2000.9.16~17)
Mixed At amp’box Recording studio
Mastered By HIROSHI KAWASAKI
Artist Management TAISUKE KUROSAKI(HIROAKI KANEKO OFFICE),
RYOZO ONO(CRICKET),ASAKO UJIGAWA(CRICKET)
Promoter TOSHIHIKO FUJIMI(VICTOR)
Art Direction TAKUYA OHNO(Ragtime)
Design ATSUSHI IWATANI(Ragtime),HIROMI YASUDA(Ragtime)
Photograph TAKAYA ENDO
Executive Producer TERUO SAEGUSA(VICTOR)
Coordinator KENJI KIKUCHI(VICTOR)
Special Thanks SHINKO MUSIC,KORG,YAMAHA ART,K.Yairi,SHOKO TAKADA,
TETSUO AOYAGI,(Shimokura musical Instruments CO.),Hot Stuff Promotion
Tour Staff
Stage Producer EIJI OKADA(OPRYLAND)
Lighting Designer MITSUMASA HAYASHI(HAYASHI OFFICE)
Sound Designer KYOSUKE HAYASHI(OPENROAD)
Scenery YUKO ARAYA
Tour Producer KAZUOMI ITO(MUSICAL STATION)
Stage Manager YOSHIHIRO TAKAHASHI(OPRYLAND),
SETSUYO SUGIMOTO(OPRYLAND),HITOSHI HASHIMOTO(OPRYLAND),
MASAKO NARITA(OPRYLAND)
Stage Carpenter TOMOMI SANEKATA(KUGAYAMA KOBO)
F.O.H Engineer HIDEAKI FUCHITA(OPENROAD)
Monitor Engineer YOSUKE SATO(OPENROAD)
Sound Technician AKIYASU SEKO
Lighting Operator MASAFUMI MIYASHITA(STAGE SIDE),
HIROYUKI KOBAYASHI(STAGE SIDE),KAZUNARI DOMON(STAGE SIDE),
SHINGO HARA(STAGE SIDE)
Equipment Technician TOSHIHIKO KAKEHI,KEISUKE NAITO(SOUND CREW),
TAKUYA KONDO(SOUND CREW)
Transportation HIROYUKI ENOMOTO(MOVE),DAISUKE SATOH(MOVE)
Merchandising HIROHITO MATSUURA(MUSICAL STATION)
Tour Management MIKIMOTO KAWASHIMA
Tour Management Desk KATSUE MINAMIDA(MUSICAL STATION)
Executive Producer HIROAKI KANEKO(HIROAKI KANEKO OFFICE)